# Pierre Blanchar
Pierre Blanchar (30 de junio de 1892 - 21 de noviembre de 1963) fue un actor teatral y cinematográfico francés. 

## Biografía
Su nombre completo era Gustave Pierre Blanchard, y nació en Skikda,  Argelia. Actor teatral desde 1919, debutó en el cine en 1922 actuando en el film mudo de Léon Poirier Jocelyn. Eligiendo a menudo interpretar personajes torturados y complejos como el Raskolnikov de Crime et Châtiment (de Pierre Chenal, 1935), fue arquetipo del héroe romántico y tenebroso, aunque no descuidó su vena cómica, como hizo en la película Le Coupable, de Raymond Bernard.
Blanchar fue solicitado para actuar en producciones francoalemanas, participando en Secrets (1942) y Un seul amour (1943). Sin embargo, fue un gran resistente, según opinión de la actriz Arletty, y comentó de manera vibrante las imágenes de la liberación de París en agosto de 1944 en los noticiarios exhibidos en las salas de cine. En el film Bataillon du ciel (1947), a partir del libro de Joseph Kessel, Pierre Blanchar interpretaba al capitán Ferane, papel inspirado en la vida y muerte de Pierre Marienne (1908-1944), compañero de la Liberación y capitán paracaidista. 
Pierre Blanchar rodó su última película, Le Monocle noir, en 1961. El actor falleció en 1963 en Suresnes, Francia, a causa de un tumor cerebral. Fue enterrado en el Cementerio de Charonne, en París. Casado con la actriz Marthe Vinot, fue el padre de Dominique Blanchar, también actriz. 

## Filmografía
| - 1922 : Papa bon coeur, de Henry Krauss - 1922 : Jocelyn, de Léon Poirier - 1923 : Le Juge d'instruction, de Marcel Dumont - 1923 : Geneviève, de Léon Poirier - 1923 : Aux jardins de Murcie, de René Hervil y Louis Mercanton - 1924 : L'Arriviste, de André Hugon - 1925 : La Terre promise, de Henry Roussel - 1927 : Le Joueur d'échecs, de Raymond Bernard - 1928 : La Valse de l'adieu, de Henry Roussel - 1928 : La Marche nuptiale o Les amants de Paris, de André Hugon - 1929 : Le Capitaine Fracasse, de Alberto Cavalcanti y Henry Wulschleger - 1929 : Diane, de Erich Waschneck - 1932 : Les Croix de bois, de Raymond Bernard - 1932 : La Belle marinière, de Harry Lachman - 1932 : La Couturière de Lunéville, de Harry Lachman - 1932 : L'Atlantide, de Georg Wilhelm Pabst - 1933 : Iris perdue et retrouvée, de Louis Gasnier - 1932 : Mélo, de Paul Czinner - 1933 : Zéro de conduite, de Jean Vigo - 1933 : Cette vieille canaille, de Anatole Litvak - 1934 : Turandot, princesse de Chine, de Gerhard Lamprecht y Serge Véber - 1934 : Au bout du monde, de Henri Chomette y Gustav Ucicky - 1934 : L'Or, de Serge de Poligny y Karl Hartl - 1935 : Amants et Voleurs, de Raymond Bernard - 1935 : Crime et Châtiment, de Pierre Chenal - 1936 : Le Diable en bouteille, de Heinz Hilpert, Raoul Ploquin y Reinhart Steinbicker - 1936 : Les Bateliers de la Volga, de Vladimir Strizhevsky - 1937 : Une femme sans importance, de Jean Choux | - 1937 : Le Coupable, de Raymond Bernard - 1937 : Salónica, nido de espías, de Georg Wilhelm Pabst - 1937 : Un carnet de bal, de Julien Duvivier - 1937 : La Dame de pique, de Fyodor Otsep - 1937 : L'Affaire du courrier de Lyon, de Claude Autant-Lara y Maurice Lehmann - 1937 : L'Homme de nulle part, de Pierre Chenal - 1938 : Le Joueur, de Gerhard Lamprecht y Louis Daquin - 1938 : L'Étrange Monsieur Victor, de Jean Grémillon - 1938 : A Royal Divorce, de Jack Raymond - 1939 : La Nuit de décembre, de Curtis Bernhardt - 1940 : L'Empreinte du dieu, de Léonide Moguy - 1941 : La Prière aux étoiles, de Marcel Pagnol - 1942 : La Neige sur les pas, de André Berthomieu - 1942 : Pontcarral, colonel d'empire, de Jean Delannoy - 1943 : Secrets, de Pierre Blanchar - 1943 : Un seul amour, de Pierre Blanchar - 1944 : Le Bossu, de Jean Delannoy - 1946 : La Symphonie pastorale, de Jean Delannoy - 1946 : Patrie, de Louis Daquin - 1947 : Le Bataillon du ciel, de Alexander Esway - 1948 : Après l'amour, de Maurice Tourneur - 1949 : Bal Cupidon, de Marc-Gilbert Sauvajon - 1949 : Docteur Laennec, de Maurice Cloche - 1950 : Mon ami Sainfoin, de Marc-Gilbert Sauvajon - 1959 : Du rififi chez les femmes, de Alex Joffé - 1959 : Katia, de Robert Siodmak - 1961 : Le Monocle noir, de Georges Lautner |

## Teatro
- 1920 : Le Règne de Messaline, de Armand Bour, Théâtre des Variétés
- 1921 : L'Affaire des poisons, de Victorien Sardou, Trianon Palace
- 1921 : Los miserables, de Paul Meurice y Charles Hugo a partir de Victor Hugo, Teatro del Odéon
- 1922 : La Flamme, de Charles Méré, escenografía de Henry Hertz y Jean Coquelin, Teatro del Ambigu-Comique
- 1923 : La Gardienne, de Pierre Frondaie, Teatro de la Porte Saint-Martin
- 1924 : Le Printemps des autres, de Jean-Jacques Bernard, escenografía de Lugné-Poe, Teatro Fémina
- 1924 : L'Épreuve du bonheur, de Henri Clerc, Théâtre des Célestins, Théâtre Hébertot
- 1924 : Le Geste, de Maurice Donnay y Henri Duvernois, Théâtre de la Renaissance
- 1925 : La Vierge au grand cœur, de François Porché, escenografía de Simone Le Bargy, Théâtre de la Renaissance
- 1925 : L'Infidèle éperdue, de Jacques Natanson, Théâtre de la Michodière
- 1926 : Jazz, de Marcel Pagnol, Théâtre Hébertot
- 1927 : Knock Out, de Jacques Natanson y Jacques Théry, Théâtre Edouard VII, con Arletty
- 1927 : Les Amants de Paris, de Pierre Frondaie, Théâtre de la Ville, con Sylvie, Mady Berry, Harry Baur y Fernand Fabre
- 1934 : Liberté provisoire, de Michel Duran, escenografía de Jacques Baumer, Théâtre Saint-Georges
- 1947 : Nous irons à Valparaiso, de Marcel Achard, escenografía de  Pierre Blanchar, Théâtre de l'Athénée
- 1948 : Nous irons à Valparaiso, de Marcel Achard, escenografía de Pierre Blanchar, Théâtre des Ambassadeurs
- 1949 : Le Silence de la mer, a partir de Vercors, escenografía de Jean Mercure, Théâtre Édouard VII
- 1950 : Malatesta, de Henry de Montherlant, escenografía de Jean-Louis Barrault, Théâtre Marigny
- 1951 : La Main de César, de André Roussin, escenografía del autor, Théâtre des Célestins, Théâtre de Paris
- 1953 : L'Heure éblouissante, de Anna Bonacci, escenografía de Fernand Ledoux, Théâtre Antoine
- 1956 : Le Prince endormi, de Terence Rattigan, escenografía de Georges Vitaly, Théâtre de la Madeleine
- 1959 : Los endemoniados, de Albert Camus a partir de Fiódor Dostoyevski, escenografía de Albert Camus, Théâtre Antoine
- 1960 : Julio César, de William Shakespeare, escenografía de Jean-Louis Barrault, Teatro del Odéon
- 1961 : Le Voyage, de Georges Schehadé, escenografía de Jean-Louis Barrault, Teatro del Odéon
- 1962 : Un otage, de Brendan Behan, escenografía de Georges Wilson, Teatro del Odéon

## Premios y distinciones
Festival Internacional de Cine de Venecia
| Año  | Categoría                 | Película         | Resultado |
| ---- | ------------------------- | ---------------- | --------- |
| 1935 | Copa Volpi al mejor actor | Crimen y castigo | Ganador   |